# Östernärkes domsaga
Östernärkes domsaga var en domsaga i Örebro län. Den bildades 1810 från Örebro, Glanshammars och Fellingsbro domsaga och delar ur Södra Närkes domsaga. Domsagan upplöstes 1971 i samband med tingsrättsreformen i Sverige, då den överfördes till Örebro tingsrätt.
Domsagan låg i domkretsen för Svea hovrätt. Till en början låg fem tingslag under domsagan men detta antal minskades till två 1904 och 1948 till bara ett.

## Härader
- Askers härad
- Sköllersta härad
- Örebro härad
- Glanshammars härad

överförda till andra domsagor 
- Fellingsbro härad till 1855

## Tingslag

### Från 1810
- Askers tingslag
- Glanshammars tingslag
- Sköllersta tingslag
- Örebro tingslag
- Fellingsbro tingslag till 1855

### Från 1904
- Askers och Sköllersta tingslag
- Glanshammars och Örebro tingslag

### Från 1948
- Östernärkes domsagas tingslag

## Häradshövdingar
- 1810–1821 Carl Peter Törnebladh
- 1822–1823 Gustaf Birger Richert
- 1823–1824 Carl Vilhelm Nordell
- 1824–1825 Clas Abraham Arvedson
- 1825–1854 Johan Jakob Pamp
- 1855–1886 Carl Stenberg
- 1887–1907 Adolf Jakob Robert Krook
- 1908–1910 Carl Adolf Christiansson
- 1910–1937 Gustaf Johan August Lindquist
- 1938–1956 Gustaf Romare
- 1957–1970 Torsten Ahlgren